# Iakob Zurtaweli

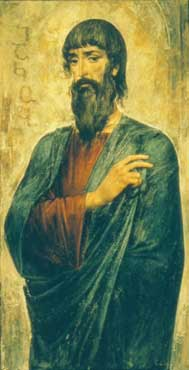
Iakob Zurtawi

Iakob Zurtaweli (georgisch იაკობ ცურტაველი; 5. Jahrhundert) war ein georgisch-orthodoxer Priester und Schriftsteller. Er schrieb das älteste erhaltene Buch der georgischen Literatur.
Zwischen 476 und 483 verfasste er das Martyrium der Heiligen Schuschanik (georgisch – წამებაჲ წმიდისა შუშანიკისი დედოფლისაჲ – C'amebaj c'midisa Shushanik'isi dedoplisaj). Es handelt sich um eine hagiographische Arbeit in vorchristlicher Schreibtradition. Das Werk beschreibt das Leben der georgischen Prinzessin Schuschanik (dt. Susanne), die starb, weil sie sich weigerte, dem Christentum abzuschwören. Der Inhalt beruht auf wahren Begebenheiten. Zurtaweli war der Beichtvater der Hauptperson und hatte sie über Jahre im Gefängnis besucht.

## Werke
- Iakob Tsurtaveli: C'amebaj c'midisa Shushanik'isi. Tbilisi 1938
- Iakob C'urtaveli: Susanikis cameba. Xelovneba, Tbilisi 1983 (Text georg., russ., lat., engl., franz., span. u. dt.). Die deutsche Übersetzung daraus von Nelly Amaschukeli wurde nachgedruckt im Buch: Gruber/Müller (Hg.) Verschlossen mit silbernem Schlüssel – Literatur aus Armenien, Aserbaidschan, Georgien. Wien 2000, SS. 209–231.